# Noschkowitz

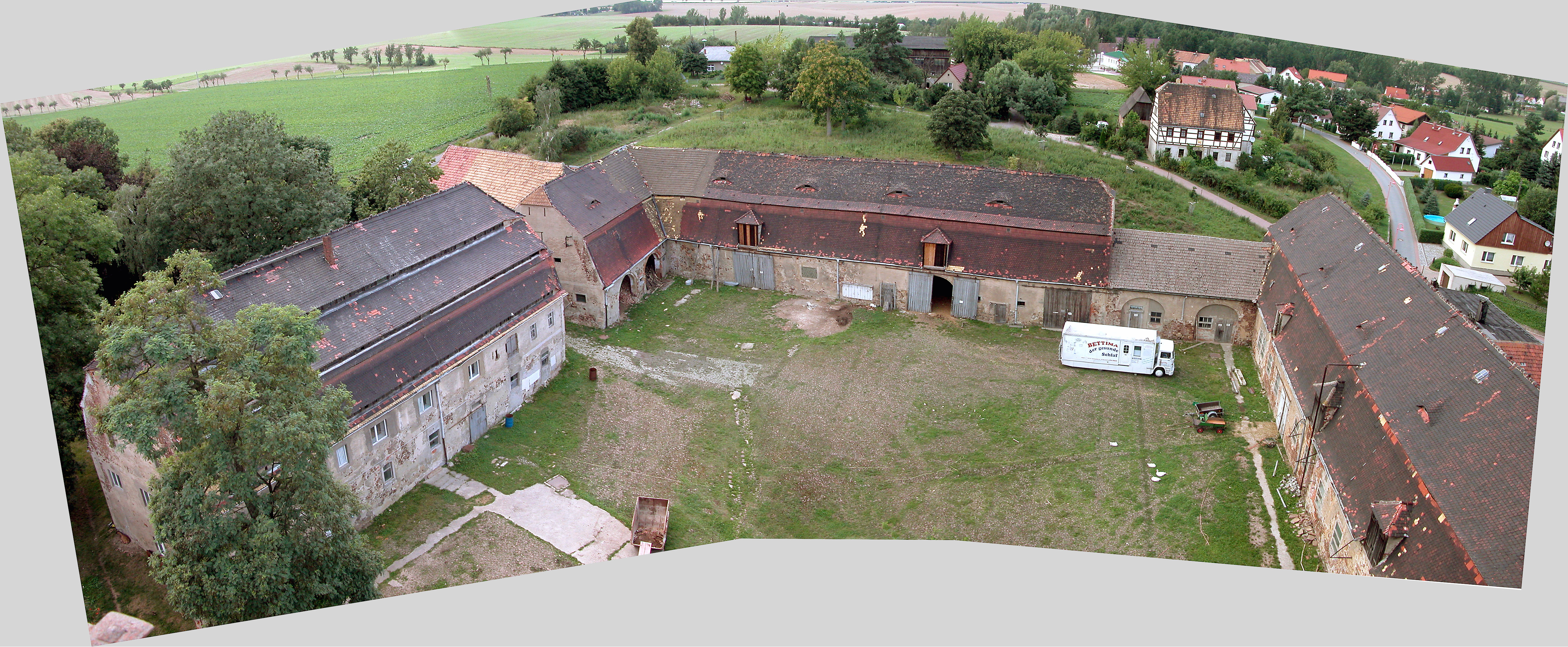
Noschkowitz: Blick vom großen Schloßturm (2006)

Noschkowitz ist ein Ortsteil von Jahnatal im Landkreis Mittelsachsen.

## Geschichte
Erste urkundliche Informationen über den Ort stammen aus dem 12. Jahrhundert. 1239 und 1264 wurde das Dorf als Nussacuwitz, Nussaquiz oder Nuzsakwiz genannt, abgeleitet von einer altsorbischen Ortsnamensform *Nosakovici, die sich laut Eichler auf einen Personennamen Nosak (von nós, „Nase“), also einen Menschen mit langer Nase bezieht. Die weit verbreitete Endung -ovici (-witz) zeigt an, dass es sich um die Siedlung der Leute eines Mannes mit diesem Namen handelte.
Am 1. Juli 1950 wurde die bis dahin eigenständige Gemeinde Kattnitz eingegliedert. Der Ortsteil hatte am 1. Januar 2023 148 Einwohner.

## Lagebeschreibung
Noschkowitz gehört zu den Randausläufern der Lommatzscher Pflege und ist 16 km Straßenlänge von Lommatzsch entfernt. Noschkowitz liegt im Tal des Rittmitzer Baches, der hinter dem 180 m hochgelegenen Krötenberg bei der Ortslage Oberwutzschwitz in die Kleine Jahna mündet. Dresden ist 54 km und Leipzig 69 km Straßenlänge entfernt. Das als Niederaue vom Wasser geformte Gelände wird ausschließlich landwirtschaftlich genutzt und ist von Feld- und Wiesenfluren umgeben. Nur im Südosten hat sich älterer Baumbestand erhalten, welcher als Noschkowitzer Holz bezeichnet wird. Die Siedlungsstruktur hat sich um das Schlossareal herum in zwei Richtungen ausgebildet. In westliche Richtungen, dem Laufe des Rittmitzer Baches folgend, befinden sich Gewanne, begrenzt durch die Verbindungsstraße nach Zschaitz. In nördlicher Richtung besteht die Siedlung aus mehreren ursprünglichen Gutsblöcken, welche immer wieder zerteilt und damit verkleinert wurden.

## Kultur und Sehenswürdigkeiten
- Schloss Noschkowitz